# Bér
Bér é um município da Hungria, situado no condado de Nógrád. Tem 25,49 km² de área e sua população em 2015 foi estimada em 323 habitantes.